# Убит при исполнении

Кадр из фильма «Убит при исполнении»

«Убит при исполнении» — советский художественный фильм 1977 года.

## Сюжет
Фильм рассказывает о последних днях жизни одного из первых советских дипломатов Вацлава Воровского, убитого в Лозанне весной 1923 года русским эмигрантом Морисом Конради.

## В ролях
- Владимир Седов — Воровский
- Юрий Демич — Дивильковский
- Станислав Ландграф — Полунин
- Юрий Саранцев — Шварцкопф
- Светлана Орлова — Нина
- Дмитрий Миргородский — Генрих Вентман
- Юрий Лазарев — Конради
- Анатолий Столбов — метрдотель
- Игорь Боголюбов — Лердю
- Олег Белов
- Лариса Буркова
- Николай Кузьмин — старый солдат
- Николай Федорцов
- Александр Суснин — Митин
- Александр Липов
- Владимир Козел
- Владимир Балашов
- Юрий Соловьёв
- Николай Мартон — Исмет-паша

## Съёмочная группа
- Режиссёр — Николай Розанцев
- Сценарий Эдуарда Володарского
- Оператор — Вадим Грамматиков
- Художник — Лариса Шилова
- Композитор — Николай Червинский
- Звукооператор — Алиакпер Гасан-заде